# Tanaka Hisashige
Tanaka Hisashige (田中 久重 Điền Trung Cửu Trọng,  ngày 16 tháng 10 năm 1799 – ngày 7 tháng 11 năm 1881) là một học giả Lan học, kỹ sư và nhà phát minh trong thời Bakumatsu và đầu thời kỳ Minh Trị ở Nhật Bản. Năm 1875, ông thành lập Tập đoàn Toshiba. Ông được mệnh danh là "Thomas Edison của Nhật Bản" hay "Karakuri Giemon."

## Tiểu sử
Tanaka chào đời tại Kurume, tỉnh Chikugo (nay là tỉnh Fukuoka) là con trưởng của một nghệ nhân làm mai rùa. Học nghề từ khi còn nhỏ, ông là một nghệ nhân có năng khiếu. Khi mới 8 tuổi, ông đã phát minh ra một chiếc hộp đựng bằng đá mực với một chiếc khóa bí mật, đòi hỏi một sợi dây phải được xoắn theo một cách nhất định để mở nó. Năm 14 tuổi, ông tự mình mày mò chế ra một khung dệt có khả năng dệt những thiết kế phức tạp vào vải. 
Từ năm 20 tuổi, ông bắt đầu làm búp bê karakuri, loại búp bê tự hành chạy bằng lò xo, khí nén và thủy lực, có khả năng chuyển động tương đối phức tạp, một thời rất được giới quý tộc ở Kyoto, daimyō các phiên trấn, và Mạc phủ ở Edo ưa chuộng. Ở tuổi 21, Tanaka đã biểu diễn khắp đất nước tại các lễ hội với những con búp bê đồng hồ do anh tự chế tạo. Ông từ chối tiếp quản công việc kinh doanh của gia đình, nhường lại vị trí của mình cho em trai và dành toàn bộ sự chú tâm cho búp bê karakuri. Tuy nhiên, đến giữa tuổi ba mươi, những con búp bê cơ khí này bắt đầu trở nên lỗi mốt. Năm 1834, ông chuyển đến Osaka tiến hành thử nghiệm khí nén, thủy lực và các hình thức chiếu sáng dựa trên dầu hạt cải, bao gồm một chân nến bỏ túi và một đèn dầu với một máy bơm nhiên liệu áp suất không khí được chứng minh là rất phổ biến trong xã hội đương thời. 
Sau đó, ông chuyển đến Kyoto theo học Lan học, hay cái học phương Tây bằng tiếng Hà Lan, và thiên văn học. Ông đã phát minh ra máy bơm chữa cháy bằng khí nén, và vào năm 1851, ông chế tạo chiếc đồng hồ hiển thị vô số năm, hiện được chính phủ Nhật Bản công nhận là Tài sản Văn hóa Quan trọng.
Với sự phát triển của phong trào Tôn vương Nhương di, bầu không khí ở Kyoto ngày càng trở nên nguy hiểm trước những ảnh hưởng và công nghệ nước ngoài, và Tanaka được Sano Tsunetami mời đến phiên Saga ở Kyūshū, đích thân phiên chủ Nabeshima Naomasa đã chào đón và trọng dụng ông làm gia thần.
Khi ở Saga, Tanaka đã thiết kế và chế tạo đầu máy hơi nước và tàu chiến hơi nước được sản xuất trong nước đầu tiên của Nhật Bản. Mặc dù không có kinh nghiệm trong lĩnh vực này trước đó, ông đã tiếp cận với một cuốn sách tham khảo của Hà Lan và đã xem trình diễn động cơ hơi nước của nhà ngoại giao Nga Yevfimy Putyatin trong chuyến thăm đến Nagasaki năm 1853. Sau đó ông trở thành học viên Sở Thao luyện Hải quân Nagasaki. Sau khi đóng cửa nơi này và đoàn cố vấn Hà Lan rút về nước, Tanaka quay trở lại Saga vào làm việc tại Seirenkata, dành thời gian chế tạo các mô hình tàu chiến hơi nước (bằng vít và mái chèo bên hông), đầu máy hơi nước và thử nghiệm chế tạo điện báo và một nhà máy sản xuất kính.
Ông còn tham gia xây dựng một lò phản xạ ở Saga để sản xuất pháo Armstrong. Năm 1864, ông trở về phiên Kurume, quê hương của mình nhằm trợ giúp việc phát triển vũ khí hiện đại.
Năm 1873, sáu năm sau cuộc Minh Trị Duy tân, Tanaka, khi đó đã 74 tuổi và vẫn còn sung sức, được Bộ Công nghiệp mời đến Tokyo để làm điện báo tại nhà máy nhỏ của Bộ. Ông chuyển đến quận Ginza vào năm 1875. Ông thuê tầng hai của một ngôi chùa ở khu vực bây giờ là Roppongi làm nhà xưởng phát triển thành công ty đầu tiên của mình — Tanaka Seisakusho (Tanaka Engineering Works), nhà sản xuất thiết bị điện báo đầu tiên ở Nhật Bản.
Sau khi ông qua đời vào năm 1881, con trai ông thành lập Tanaka Engineering Works (田中製造所  Tanaka Seizōsho). Công ty đổi tên sau cái chết của Tanaka thành Shibaura Engineering Works (芝浦製造所 Shibaura Seizōsho) vào năm 1904. Sau khi hợp nhất vào năm 1939 với Tokyo Denki, công ty trở thành Tokyo Shibaura Denki, ngày nay thường được gọi là Toshiba.